# 3093 Bergholz
3093 Bergholz (1971 MG) là một tiểu hành tinh vành đai chính được phát hiện ngày 28 tháng 6 năm 1971 bởi Smirnova, T. ở Nauchnyj.